# Alexandre Girault (homme politique)
Pour les articles homonymes, voir Girault.
Louis Pierre Alexandre Girault, dit Alexandre Girault, né le 21 septembre 1852 à Paris et mort à Herblay le 25 janvier 1930, est un militant blanquiste, membre de la Commune de Paris puis déporté de Nouméa (Nouvelle-Calédonie). Sous la Troisième République, il devient homme politique socialiste et adhère au boulangisme.

## Biographie

### Du Second Empire à la Commune de Paris
Très jeune, il milite contre le Second Empire aux côtés des blanquistes tout en exerçant en parallèle la profession de facteur d'orgues. Durant le siège de Paris, il intègre le 25e bataillon du 29e régiment de marche commandé par le colonel Fonvielle. Le 18 mars 187, il décide de rejoindre la Commune de Paris. Il devient capitaine d'armement du 270e bataillon de fédérés et inspecteur de police. Il a pour supérieur Antoine Clavier, commissaire de police du quartier Picpus et Bel-Air (XIIe arrondissement) dont il est le secrétaire et est chargé par celui-ci, avec un petit groupe de policiers, de procéder à l'arrestation des membres du Clergé réfractaires au projet Communaliste. Au moment de l'exécution des 50 otages rue Haxo, il assiste à la fusillade puis, le 24 mai, est chargé de transporter, de la prison de la Roquette à son lieu d'exécution, le banquier Jean-Baptiste Jecker avec ses collègues du commissariat de Picpus (Clavier, Liberton, Boufflers et Mercier).
Au moment de la Semaine sanglante, il est arrêté par les Versaillais puis jugé, le 13 novembre 1871, devant le 5ème conseil de guerre. Il est accusé "d'immixtion sans titres dans les fonctions publiques, complicité d'arrestations et de séquestrations illégales ayant duré plus d'un mois, avec menace de mort, et complicité de vols qualifiés (chose qu'il n'a pas faite), étant porteur d'armes apparentes et ayant pris le titre de fonctionnaire". Il est déporté au bagne de Nouvelle-Calédonie et ne revient en France que 9 ans plus tard, grâce à l'amnistie de 1880.

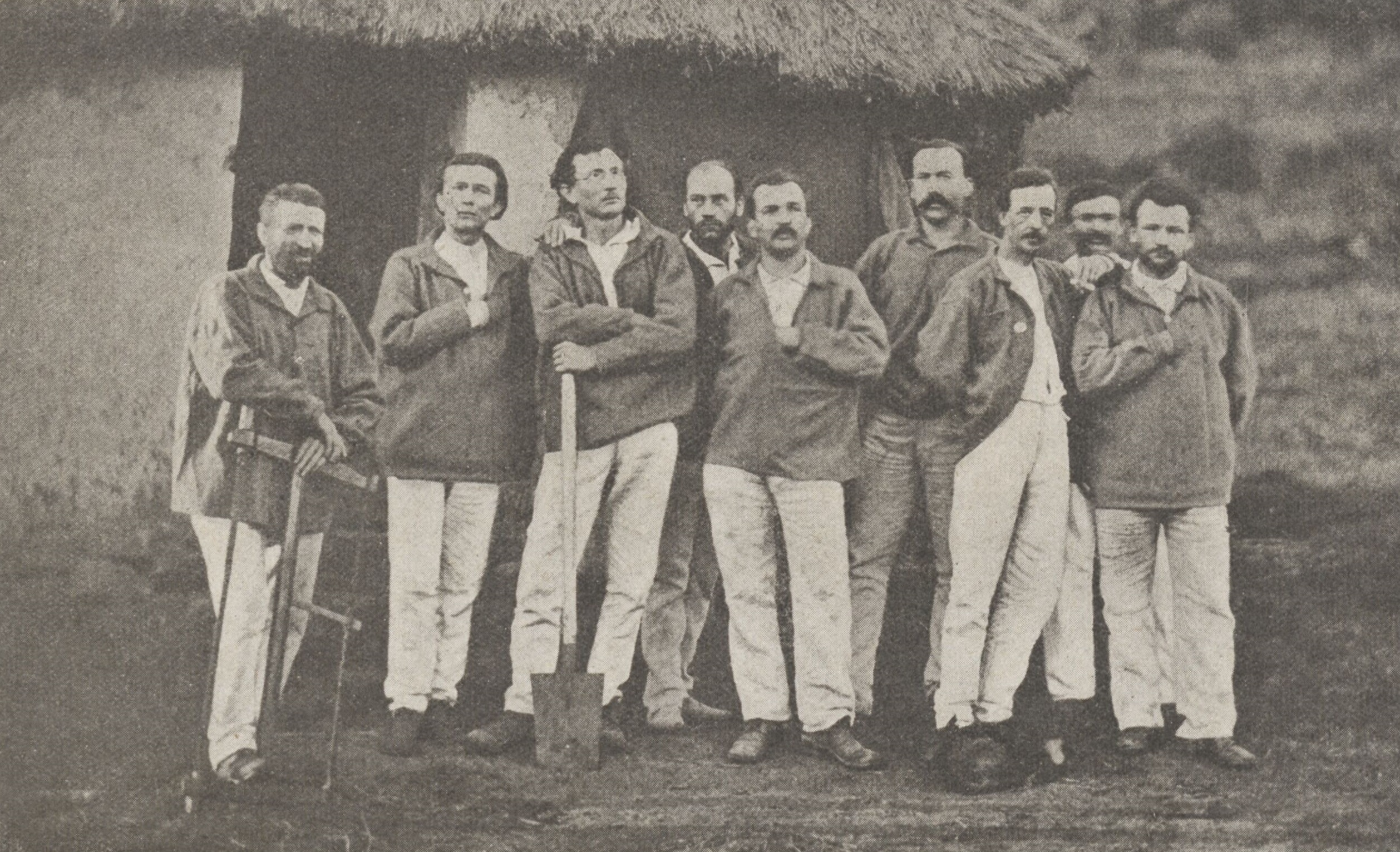
Alexandre Girault (4ème en partant de la gauche) en déportation à la Presqu'île Ducos avec les communards Emile Giffault (2ème en partant de la gauche), Gaston Da Costa (3ème en partant de la gauche), Émile Fortin (4ème en partant de la gauche), etc.

### Après l'amnistie
De retour en France, il devient correcteur typographe au journal L'Intransigeant de Henri Rochefort et continue à militer avec les blanquistes du CRC (comité révolutionnaire central). En 1884, il est le secrétaire de Édouard Vaillant à Vierzon pour le journal La République socialiste du centre. 
Au moment du boulangisme, il adhère au mouvement en se présentant comme candidat et rejoint le CCSR (Comité central socialiste-révolutionnaire), scission pro-boulangiste du CRC. Il se revendique "socialiste-nationaliste" ou "socialiste-patriote" et opposé aux socialistes internationalistes. En 1896, il est élu député sous l'étiquette radical-socialiste de la 2e circonscription du 19ème arrondissement de Paris par 2,672 voix contre 1,788 pour le socialiste Antoine-Frédéric Brunet. En octobre 1897, il fait une proposition de loi ayant pour objet la création d'une caisse de retraite ouvrière. En janvier 1898, il fait, avec Alphonse Humbert et François Césaire de Mahy, une proposition de loi visant à ne plus envoyer de condamnés en Nouvelle-Calédonie et en Guyane et de vider les îles de leurs populations carcérales pour les déplacer vers les îles Kerguelen. En 1898, trop malade pour se représenter à nouveau, il invite ses électeurs à voter pour Charles Bos et quitte la vie politique.

### Vie privée
Girault épouse Eugénie Thomas à Paris le 13 juillet 1882. Il meurt à Herblay le 25 janvier 1930.